# Écausseville
Écausseville est une commune française, située dans le département de la Manche en région Normandie, peuplée de 112 habitants.

## Géographie

### Localisation
La commune est située à l'est de la presqu'île du Cotentin. Son bourg est à 4 km au sud de Montebourg et à 8,5 km au nord-ouest de Sainte-Mère-Église.
Les communes limitrophes sont Saint-Floxel, Émondeville, Éroudeville, Fresville, Le Ham et Joganville.

### Hydrographie
La commune est située dans le bassin Seine-Normandie. Elle est drainée par le ruisseau de Coisel, la Durance, le fossé 01 du Clos Picot et un autre petit cours d'eau,.
Le ruisseau de Coisel, d'une longueur de 10 km, prend sa source dans la commune d'Ozeville, traverse sept communes, longe la commune de Fresville sur 31 m, sur son flanc sud-est, avant de se jeter dans le Merderet en limite de ladite commune et de Fresville.

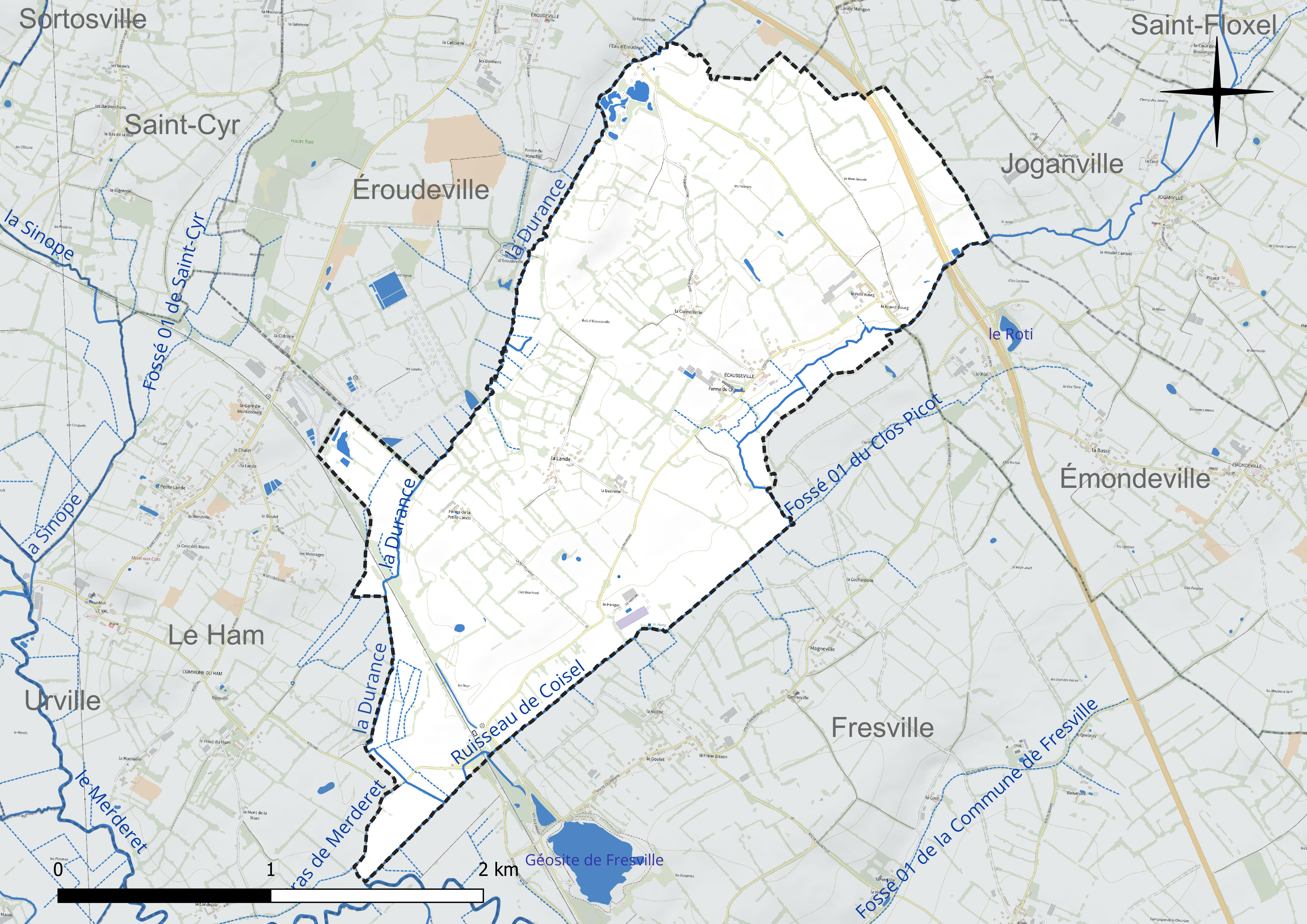
Réseau hydrographique d'Écausseville.

### Climat
Pour des articles plus généraux, voir Climat de la Normandie et Climat de la Manche.
En 2010, le climat de la commune est de type climat océanique franc, selon une étude du CNRS s'appuyant sur une série de données couvrant la période 1971-2000. En 2020, Météo-France publie une typologie des climats de la France métropolitaine dans laquelle la commune est exposée à un climat océanique et est dans la région climatique Normandie (Cotentin, Orne), caractérisée par une pluviométrie relativement élevée (850 mm/a) et un été frais (15,5 °C) et venté. Parallèlement le GIEC normand, un groupe régional d’experts sur le climat, différencie quant à lui, dans une étude de 2020, trois grands types de climats pour la région Normandie, nuancés à une échelle plus fine par les facteurs géographiques locaux. La commune est, selon ce zonage, exposée à un « climat maritime », correspondant au Cotentin et à l'ouest du département de la Manche, frais, humide et pluvieux, où les contrastes pluviométrique et thermique sont parfois très prononcés en quelques kilomètres quand le relief est marqué.
Pour la période 1971-2000, la température annuelle moyenne est de 11,1 °C, avec une amplitude thermique annuelle de 10,9 °C. Le cumul annuel moyen de précipitations est de 818 mm, avec 13,5 jours de précipitations en janvier et 7 jours en juillet. Pour la période 1991-2020, la température moyenne annuelle observée sur la station météorologique la plus proche, située sur la commune de Sainte-Marie-du-Mont à 14 km à vol d'oiseau, est de 11,6 °C et le cumul annuel moyen de précipitations est de 890,0 mm,. Pour l'avenir, les paramètres climatiques de la commune estimés pour 2050 selon différents scénarios d’émission de gaz à effet de serre sont consultables sur un site dédié publié par Météo-France en novembre 2022.

## Urbanisme

### Typologie
Au 1er janvier 2024, Écausseville est catégorisée commune rurale à habitat très dispersé, selon la nouvelle grille communale de densité à sept niveaux définie par l'Insee en 2022.
Elle est située hors unité urbaine et hors attraction des villes,.

### Occupation des sols
L'occupation des sols de la commune, telle qu'elle ressort de la base de données européenne d’occupation biophysique des sols Corine Land Cover (CLC), est marquée par l'importance des territoires agricoles (99,7 % en 2018), une proportion sensiblement équivalente à celle de 1990 (99,8 %).
La répartition détaillée en 2018 est la suivante : zones agricoles hétérogènes (45,4 %), prairies (41,9 %), terres arables (12,4 %), zones industrielles ou commerciales et réseaux de communication (0,3 %).

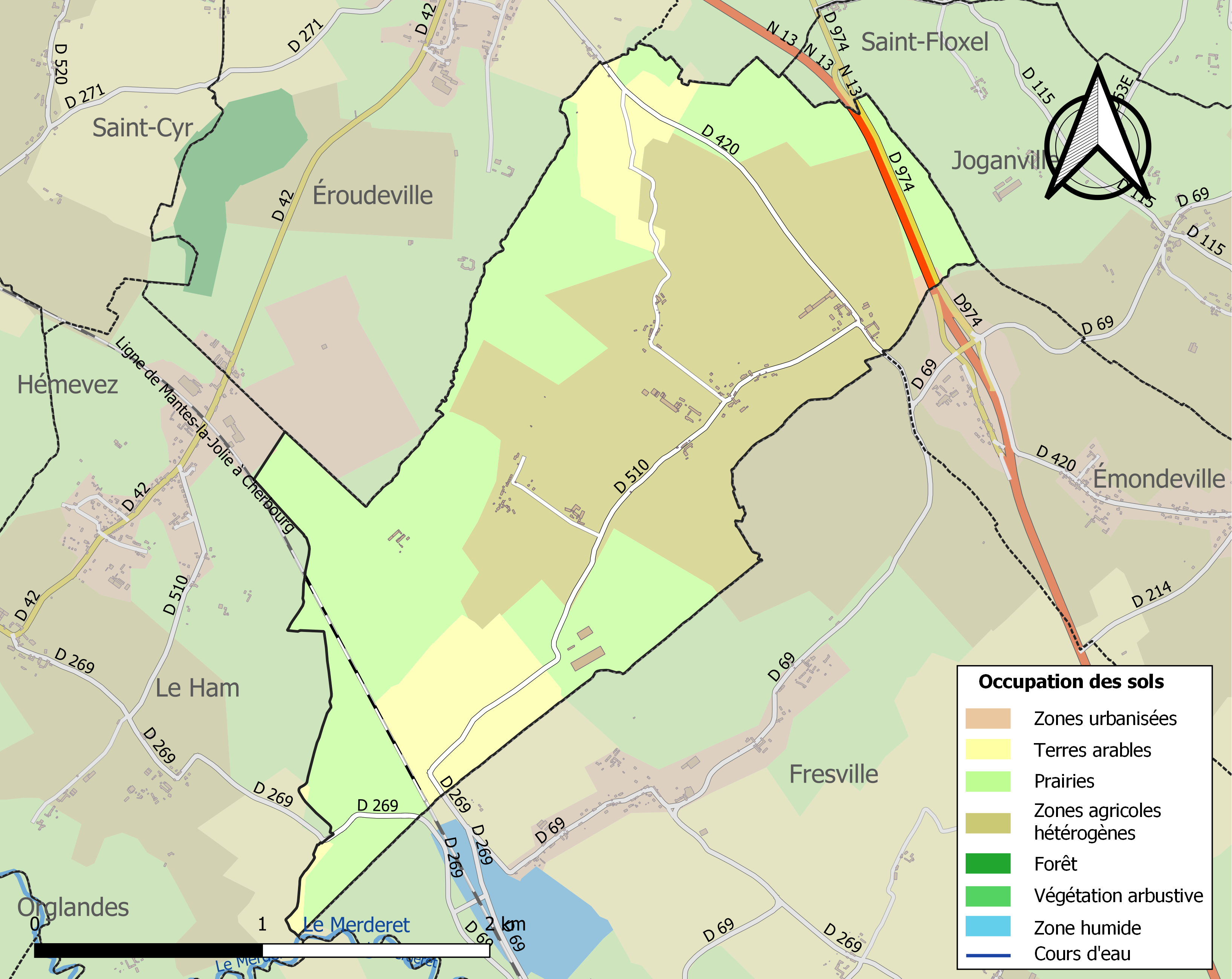
Carte des infrastructures et de l'occupation des sols de la commune en 2018 (CLC).

L'évolution de l’occupation des sols de la commune et de ses infrastructures peut être observée sur les différentes représentations cartographiques du territoire : la carte de Cassini (XVIIIe siècle), la carte d'état-major (1820-1866) et les cartes ou photos aériennes de l'IGN pour la période actuelle (1950 à aujourd'hui).

## Toponymie
Le nom de la localité est mentionné sous les formes Escaullevilla en 1147, Escallevilla vers 1175, Escaldavilla vers 1180 (notes Delisle), Escallevilla 1203 (Stapelton, II, 511) et en 1232 (cartulaire de Montebourg, f° 109), Escauville, Escaleuville en 1252 (cartulaire de Coutances), Escaullevilla en 1268 (cartulaire de Montebourg, ibid.), Escauleville vers 1280 (pouillé), Escaullevilla vers 1320; (cartulaire Luthum), Escaulleville en 1407, Escauseville en 1683 (état civil), Escavilla sans date.
L'hypothétique forme *Skalkia villa suggérée par Albert Dauzat ne correspond pas aux formes véritablement attestées.
Il s’agit d’une formation toponymique médiévale en -ville au sens ancien de « domaine rural ». Le premier élément Ecausse- figure un anthroponyme conformément au cas général,,.
Escaulle- / Escalle- représente le nom de personne vieux norrois Skalli (vieux danois Scalli, vieux suédois Skalle),, dont il est l'évolution régulière en ancien français. On le retrouve par ailleurs dans le chemin es Escaulleiz au XVe siècle (terrier de Montebourg, copie Delisle, forme adjectivale de ce même toponyme) ; Escaulleclif (ancien nom de Doville, Manche, klif étant l'appellatif vieux norrois klif « falaise, escarpement, rocher » cf. islandais klif similaire à l'anglais cliff, bien représenté dans la toponymie normande) et Ecolleville (Saint-Sauveur-de-Pierrepont, Manche, Escauleville XVe siècle), ainsi qu'en Angleterre dans Scalby (Scallebi, sans date) par exemple. René Lepelley cite « le nom de personne scandinave Skali », alors qu'il n'apparaît sous cette forme avec un seul « l » que dans une inscription runique.
L'évolution en Ecausseville (ou formes analogues en [s] ou [z]) constatée sporadiquement dès le XVIe siècle est de type aberrant. Elle est peut-être motivée par un microtoponyme voisin aujourd'hui disparu.
À noter que « le nom de personne scandinave Skalli est attesté en tant que sobriquet en ancien danois (Scalli), en tant que nom individuel et sobriquet en anciens suédois et norois de l'Ouest (Skalli). On le relève également dans les inscriptions runiques sous la forme ᛇᚲᚫᛚᛁ (skali). Il représente le réemploi de l'ancien scandinave skalli « tête chauve », littéralement « crâne rasé » (du radical germanique *skal- « coquille, coque, enveloppe » < indo-européen *(s)kel- « couper ». ».

## Histoire
La commune est située sur la voie romaine qui reliait Alauna (Alleaume) à Crociatonum.

### Moyen Âge
Néel III de Saint-Sauveur († 1097), vicomte du Cotentin, confirma aux religieux de Saint-Sauveur-le-Vicomte des biens situés à Écausseville. Peu après la mort d'Henri Ier, roi d'Angleterre et duc de Normandie, en 1135, Roger II de Saint-Sauveur, cité comme vicomte du Cotentin, renonce, devant Algare, évêque de Coutances, aux droits qu'il s'était attribué sur l'église du lieu, au détriment des moines de Saint-Sauveur.
Les premiers seigneurs connus d'Écausseville sont les Harcourt au XIIe siècle. En octobre 1257, Saint Louis ratifie et confirme l'acte par lequel Jean d'Harcourt, chevalier, donne et abandonne à son frère, Raoul d'Harcourt, tout ce qu'il détient à Écausseville (hommes, fiefs, revenus, terres, près, moulins, etc.).
En 1268, Raoul d'Harcourt, renonce à se prévaloir contre les religieux de l'abbaye de Montebourg, du marché ou de la foire d'Écausseville.

#### Guerre de Cent Ans
C'est sur le territoire de la paroisse que se tint pendant la guerre de Cent Ans, en mai 1366 une bataille qui opposa les armées du roi de France, mené par Guillaume du Merle, capitaine général et grand bailli de Caen et de Cotentin de 1360 à 1368, à une troupe de Charles le Mauvais, qui une fois défaite se replia sur le castel de Quarentan.

### Temps modernes
En 1567, Chrestoffle Thomas, écuyer, sieur d'Escaulleville est taxé pour ce fief de 10 livres dans le rôle du ban et d'arrière-ban de la vicomté de Coutances, effectué par Gilles Dancel lieutenant général du bailli de Cotentin les 20 et 22 octobre. Le fief d'Écausseville, qui valait un tiers de fief de haubert, était tenu du roi sous la vicomté de Saint-Sauveur-le-Vicomte.
Roissy, en 1598, dans sa recherche de noblesse trouva noble à Écausseville la famille Thomas, et y ajourna Guillaume Le Chien.
Au milieu du XVIIIe siècle, le village a pour seigneur Pierre-Georges-François-Robert Pitteboult (1712-1764), qui décéda sans postérité au chateau d'Écausseville.
L'héritage de la famille Pitteboult passa à sa sœur, Madeleine Pitteboult, fille de Pierre Pitteboult et de Madeleine de Cussy, et épouse de Jean-Baptiste-François Le Rossignol, qui meure au château d'Écausseville en novembre 1769. C'est une cousine de Madeleine, Marie-Bernardine de Hennot (° 1750), qui suit, fille de Pierre-François du Hennot et de Bernadine-Louise-Françoise Cabieul, qui hérite des biens.
Marie-Bernardine Hennot du Rozel, dame de Barneville, d'Écausseville et du Rozel épouse le 8 septembre 1764 Jérôme (alias Jean)-Frédéric Bignon (1747-1784), seigneur d'Hardricourt, avocat, conseiller au Parlement (2e chambre des enquêtes), Bibliothécaire du Roi en 1770 à la suite de la démission de son père. Il fait achever le salon de la Bibliothèque royale, rue de Richelieu, où sont exposés les globes de Vincenzo Coronelli. Membre de l'Académie des Inscriptions et Belles-Lettres en 1781, et acquéreur du château du Plessis-Piquet en 1776. Marie-Bernardine Hennot du Rozel, figura, en 1789, à l'assemblée des trois ordres du grand bailliage de Cotentin.

## Politique et administration

### Circonscriptions administratives avant la Révolution
La paroisse d'Écausseville relevait sous l'Ancien Régime de l'intendance de Caen, du bailliage de Saint-Sauveur-le-Vicomte, de l'élection de Valognes, du quart-bouillon de Valognes et de la sergenterie de Pont-l'Abbé.

### Les maires
| Période                                  | Période  | Identité     | Étiquette | Qualité     |
| ---------------------------------------- | -------- | ------------ | --------- | ----------- |
| v. 1840                                  |          | Jean Liot    |           |             |
| 1983                                     | En cours | André Groult | SE        | Agriculteur |
| Les données manquantes sont à compléter. |          |              |           |             |

Le conseil municipal est composé de sept membres dont le maire et un adjoint.

## Population et société
Les habitants de la commune sont appelés les Écaussevillais.

### Démographie

#### Sous l'Ancien régime
Masseville et Dumoulin donnent 48 feux imposables, et Expilly, 215 habitants.

#### Depuis la Révolution
L'évolution du nombre d'habitants est connue à travers les recensements de la population effectués dans la commune depuis 1793. Pour les communes de moins de 10 000 habitants, une enquête de recensement portant sur toute la population est réalisée tous les cinq ans, les populations de référence des années intermédiaires étant quant à elles estimées par interpolation ou extrapolation. Pour la commune, le premier recensement exhaustif entrant dans le cadre du nouveau dispositif a été réalisé en 2006.
En 2022, la commune comptait 112 habitants, en évolution de +12 % par rapport à 2016 (Manche : −0,31 %, France hors Mayotte : +2,11 %).
Écausseville a compté jusqu'à 306 habitants en 1846.
| 1793 | 1800 | 1806 | 1821 | 1831 | 1836 | 1841 | 1846 | 1851 |
| ---- | ---- | ---- | ---- | ---- | ---- | ---- | ---- | ---- |
| 132  | 143  | 170  | 211  | 214  | 265  | 302  | 306  | 270  |

| 1856 | 1861 | 1866 | 1872 | 1876 | 1881 | 1886 | 1891 | 1896 |
| ---- | ---- | ---- | ---- | ---- | ---- | ---- | ---- | ---- |
| 286  | 222  | 215  | 206  | 177  | 163  | 142  | 151  | 152  |

| 1901 | 1906 | 1911 | 1921 | 1926 | 1931 | 1936 | 1946 | 1954 |
| ---- | ---- | ---- | ---- | ---- | ---- | ---- | ---- | ---- |
| 138  | 122  | 130  | 132  | 143  | 134  | 142  | 121  | 147  |

| 1962 | 1968 | 1975 | 1982 | 1990 | 1999 | 2006 | 2011 | 2016 |
| ---- | ---- | ---- | ---- | ---- | ---- | ---- | ---- | ---- |
| 140  | 129  | 113  | 87   | 89   | 88   | 105  | 98   | 100  |

| 2021 | 2022 | - | - | - | - | - | - | - |
| ---- | ---- | - | - | - | - | - | - | - |
| 109  | 112  | - | - | - | - | - | - | - |

## Économie
La commune se situe dans la zone géographique des appellations d'origine protégée (AOP) Beurre d'Isigny et Crème d'Isigny.

## Culture locale et patrimoine

### Lieux et monuments

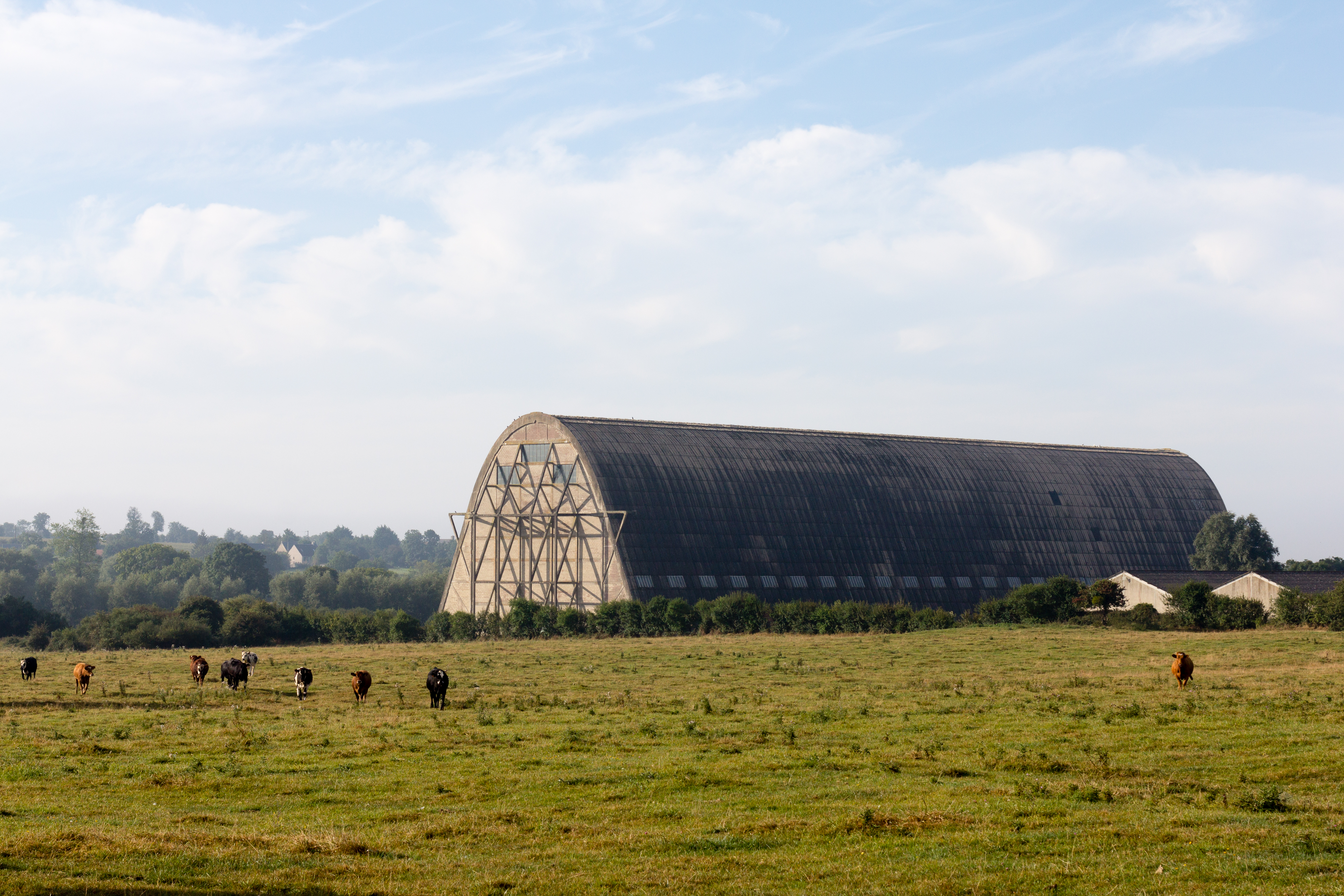
Le hangar à dirigeables.

- Hangar à dirigeables (1917) classé monument historique[37]. Construit lors de la Première Guerre mondiale, il fut achevé en 1919. Initialement prévu pour abriter des dirigeables de la Marine nationale chargés de surveiller les sous-marins opérant en Manche, le développement de l'aviation rendit caduque cette utilisation. Il servit d'entrepôt pendant la Seconde Guerre mondiale[38]. Du matériel pour sous-marins fut entreposé jusqu'en 1994. En 1999, la Marine le remit à une association.
- Ancien château du XVIIe siècle, détruit après la Révolution par la famille de Blangy, après avoir été la possession des comtes d'Harcourt et d'Olonde.

La mairie d'Écausseville est située dans l'un des pavillons.
- Église Saint-Martin des XIe – XVIIIe siècle, avec un chœur roman, une nef du XVIIIe siècle avec des traces de pierre placées en arêtes-de-poisson, une abside circulaire, corniche avec modillons, et clocher en bâtière.

Elle abrite une Vierge à l'Enfant du XVe classée au titre objet aux Monuments historiques, les statues d'une sainte Trinité (XVIe), de saint Martin (XVe), ainsi qu'une verrière de Charles Plessart dont un vitrail dédié à saint Michel a été offert en remerciement de la libération de la commune, le 9 juin 1944 par les troupes US.
- If funéraire millénaire de plus de cinq mètres de diamètre.
- Croix de cimetière du XVIIe siècle.